# Ryōji Noyori
Ryōji Noyori (野依良治, Noyori Ryouji, Kobe, 3 de setembro de 1938) é um químico japonês.
Conjuntamente com Henri Kagan e Barry Sharpless, foi agraciado com o Nobel de Química de 2001 pelo seu trabalho sobre as reações de hidrogenação catalisadas por quiralidade.
Faz parte da Pontifícia Academia das Ciências desde 2002.

## Pesquisa

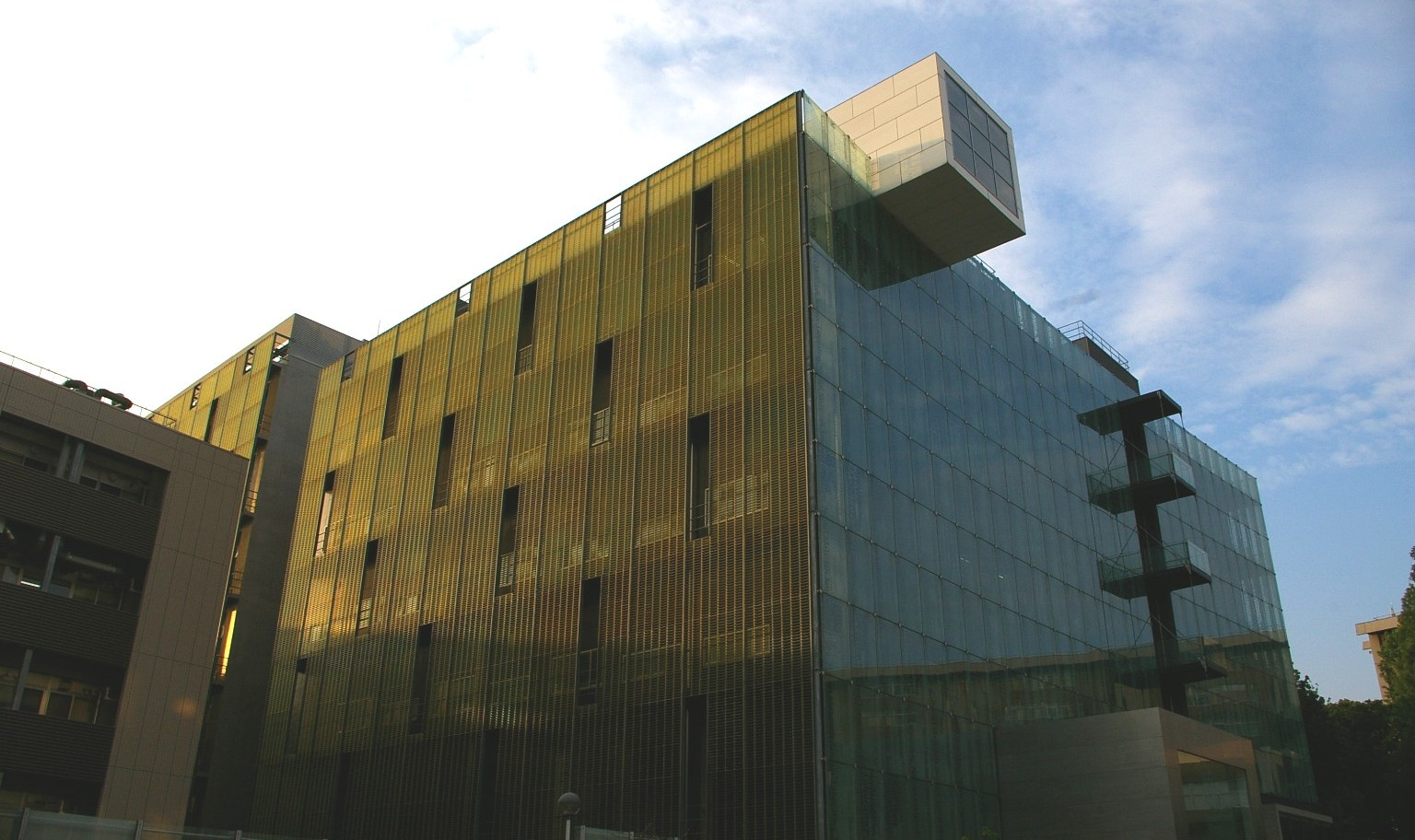
Laboratório de Ciência de Materiais Noyori na Universidade de Nagoya

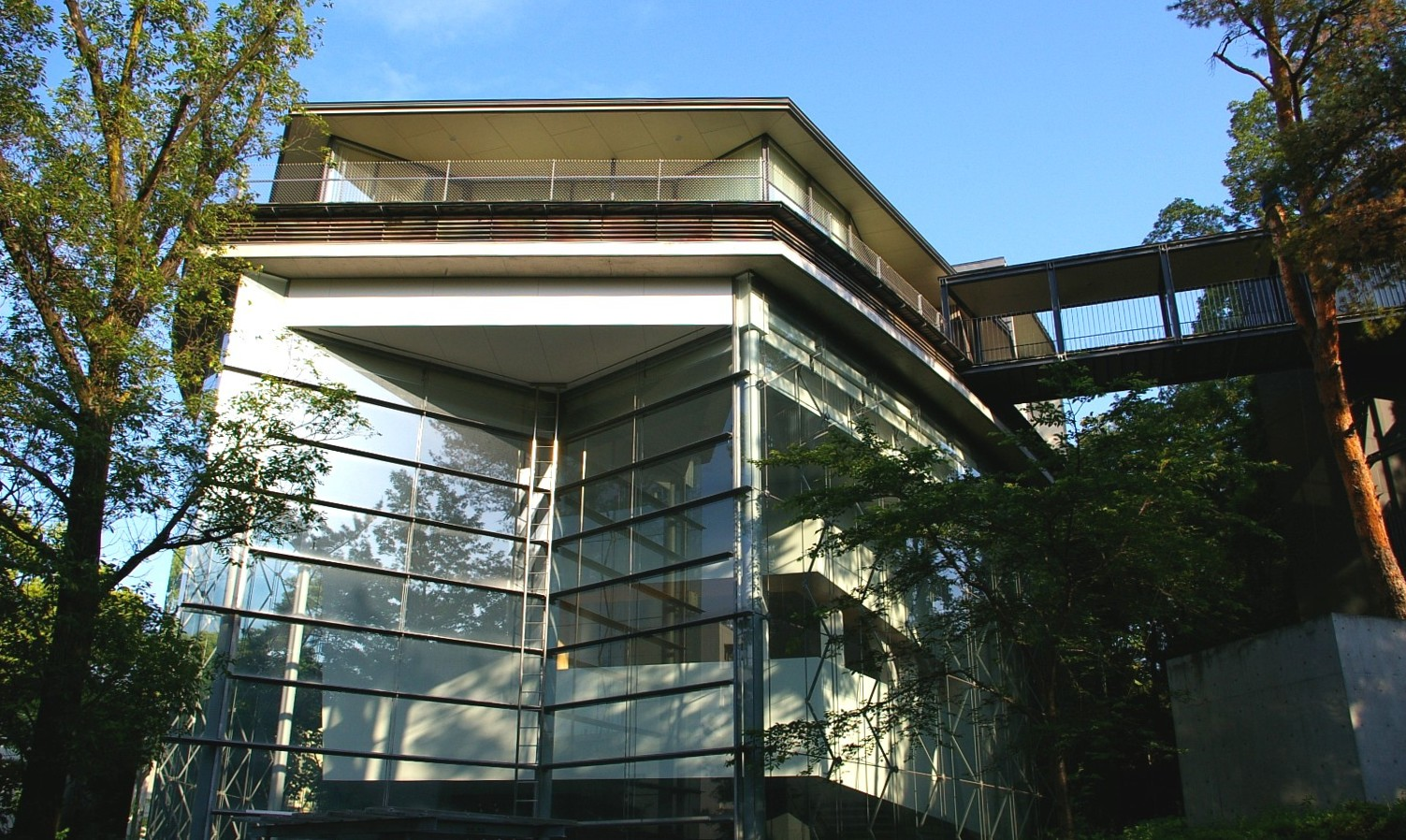
Sala de Conferências Noyori na Universidade de Nagoya

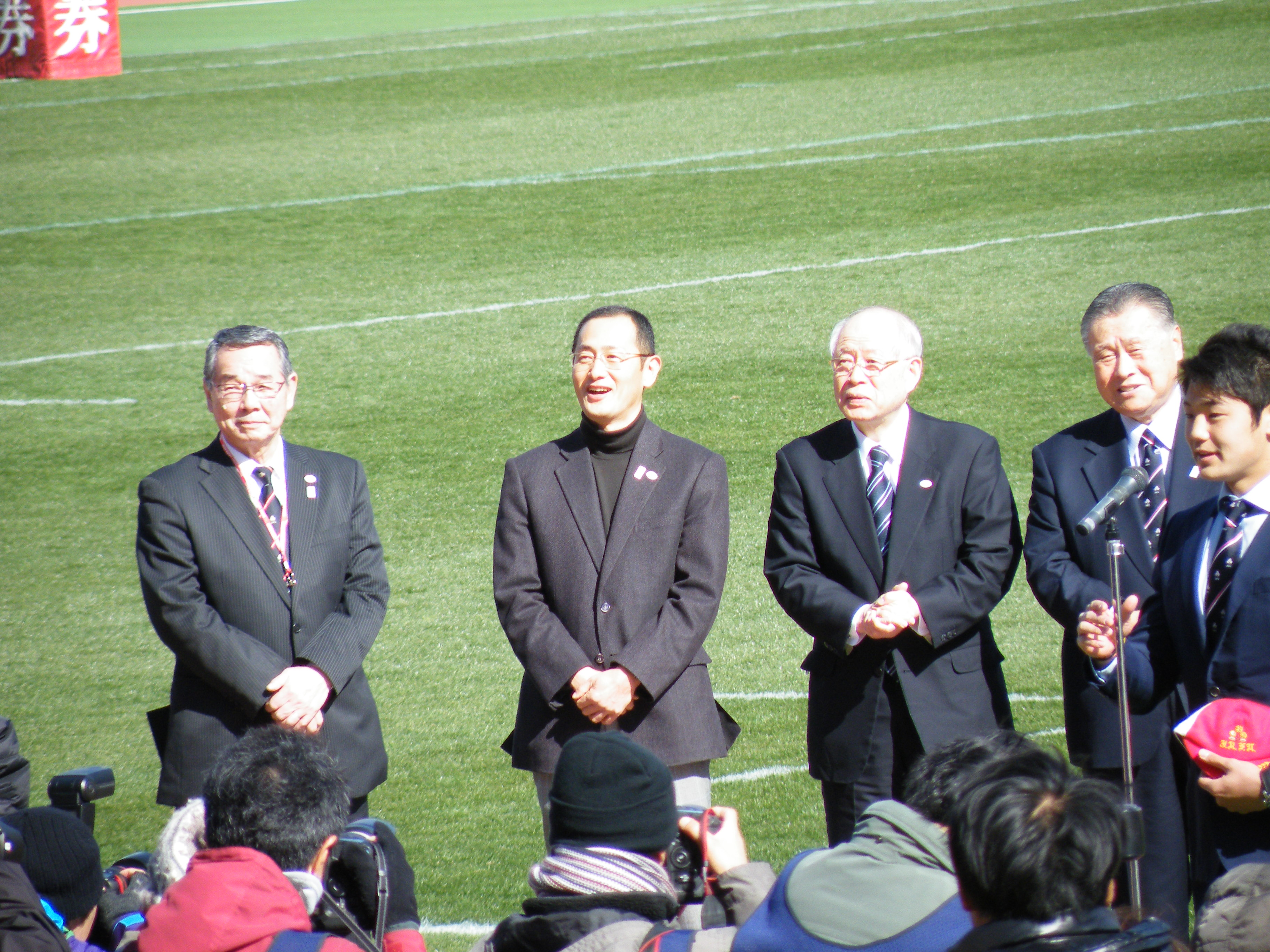
Noyori e Shinya Yamanaka participam da cerimônia do 50º Campeonato de Futebol de Rugby do Japão

Noyori acredita fortemente no poder da catálise e da química verde; Em um artigo de 2005, ele defendeu a busca da "elegância prática na síntese".  Neste artigo, ele afirmou que "nossa capacidade de conceber sínteses químicas diretas e práticas é indispensável para a sobrevivência de nossa espécie". Em outro lugar, ele disse que "a pesquisa é para as nações e a humanidade, não para os próprios pesquisadores". Ele incentiva os cientistas a serem politicamente ativos: "Os pesquisadores devem estimular a opinião pública e as políticas governamentais para a construção da sociedade sustentável no século 21".
Noyori é atualmente presidente do Conselho de Reconstrução da Educação, que foi criado pelo primeiro-ministro do Japão, Shinzō Abe, depois que ele chegou ao poder em 2006.
Noyori é mais famoso pela hidrogenação assimétrica usando como catalisadores complexos de ródio e rutênio, particularmente aqueles baseados no ligante BINAP. A hidrogenação assimétrica de um alceno na presença de ((S)-BINAP)Ru(OAc)2 é usada para a produção comercial de naproxeno enantiomericamente puro (97% ee), um anti-inflamatório não esteroidal. O agente antibacteriano levofloxacina é fabricado por hidrogenação assimétrica de cetonas na presença de um complexo de haleto Ru (II) BINAP.

Ele também trabalhou em outros processos assimétricos. A cada ano, 3000 toneladas (após nova expansão) de mentol são produzidas (em 94% ee) pela Takasago International Corporation, usando o método de Noyori para isomerização de aminas alílicas.
Mais recentemente, com Philip G. Jessop, Noyori desenvolveu um processo industrial para a fabricação de N,N-dimetilformamida a partir de hidrogênio, dimetilamina e dióxido de carbono supercrítico na presença de RuCl2(P(CH3)3)4 como catalisador.